# Chuỗi bậc
Chuỗi bậc trong lý thuyết đồ thị là danh sách bậc của các đỉnh thuộc đồ thị. Với đồ thị G và n đỉnh, chuỗi bậc của đồ thị là dãy (d1, d2,..., dn), trong đó di (i=1, 2,..., n) là bậc của đỉnh i thuộc đồ thị G.
Hai đồ thị đẳng cấu có chuỗi bậc giống nhau; ngược lại hai đồ thị có chuỗi bậc giống nhau không nhất thiết là hai đồ thị đẳng cấu.

### Định lý về chuỗi bậc
Với mọi dãy số D = (d1 ≤ d2 ≤... ≤ dn) và D' = (d'1 ≤ d'2 ≤... ≤ d'n) thoả mãn:
{\displaystyle d_{i}'={\begin{cases}d_{i},&i<n-d_{n}\\d_{i}-1,&i\geq n-d_{n}\;\end{cases}}}
ta có D là chuỗi bậc của đồ thị, khi D' cũng là chuỗi bậc của đồ thị.